# Brass de La Nouvelle-Orléans
Les Brass de La Nouvelle-Orléans sont une franchise professionnelle de hockey sur glace en Amérique du Nord qui évoluait dans l'ECHL. L'équipe était basée à La Nouvelle-Orléans en Louisiane aux États-Unis.

## Historique
La franchise est créée en 1997 et est engagée dans l'ECHL jusqu'à la saison 2001-2002. Durant toute son existence, elle est entraînée par Ted Sator. De 1997 à 1999, elle est le club-école des Oilers d'Edmonton et des Canadiens de Montréal de la Ligue nationale de hockey puis, lors de la saison 2000-2001, pour quatre autres franchises : les Thoroughblades du Kentucky de la Ligue américaine de hockey, les Admirals de Milwaukee de la Ligue internationale de hockey, les Predators de Nashville et les Sharks de San José de la LNH.

## Statistiques
| No | Saison    | PJ | V  | D  | DTB | BP  | BC  | Pts | Classement                   | Séries éliminatoires      |
| -- | --------- | -- | -- | -- | --- | --- | --- | --- | ---------------------------- | ------------------------- |
| 1  | 1997-1998 | 70 | 36 | 24 | 10  | 278 | 263 | 82  | 4e place, division Sud-Ouest | Défaite au premier tour   |
| 2  | 1998-1999 | 70 | 30 | 27 | 13  | 244 | 261 | 73  | 4e place, division Sud-Ouest | Défaite au troisième tour |
| 3  | 1999-2000 | 70 | 36 | 27 | 7   | 230 | 219 | 79  | 3e place, division Sud-Ouest | Défaite au premier tour   |
| 4  | 2000-2001 | 72 | 35 | 25 | 12  | 247 | 239 | 82  | 4e place, division Sud-Ouest | Défaite au second tour    |
| 5  | 2001-2002 | 72 | 36 | 32 | 4   | 211 | 209 | 76  | 5e place, division Sud-Ouest | Défaite au premier tour   |

## Logos successifs

Logo de 1997 à 2000
Logo de 2000 à 2002